# Катаная броня
Ка́таная броня — литая броня, которая прошла процесс обработки в специальном сдавливающем механизме (прокатный стан).
В процессе сдавливания кристаллиты металла приобретают вытянутую форму, а включения и микропоры — равномерно распределяются, в результате чего происходит существенное упрочнение и уплотнение металла по сравнению с отливкой. Структура металла с расположенными вдоль направления проката вытянутыми, а иногда и разорванными на отдельные цепочки неметаллическими включениями называется волокнистой. В связи с этим у катаной брони при одинаковой толщине противопульная и противоснарядная стойкость на 10 % — 20 % выше, чем у литой. Для равного уровня защиты масса катаных деталей меньше, чем литых на 6-8 %.

## Разновидности
Катаная броня бывает двух видов:
- Гомогенной — это броня, которая имеет однородный состав и состоит из одного сплава.
- Гетерогенной — это броня, которая имеет разный слоевой состав. Например состоящая из двух слоев, где её лицевая сторона по прочности была близка к сердечнику бронебойной пули или снаряда, а тыльная часть имела пластические свойства.

Гетерогенная броня разделяется на два типа:
- с закалкой лицевой стороны;
- цементированной.[источник не указан 508 дней]

Каждая броня подразумевает определённую технологию производства с использованием широкого спектра конструкционных материалов, обладающих необходимыми механическими свойствами.